# 林佐斯

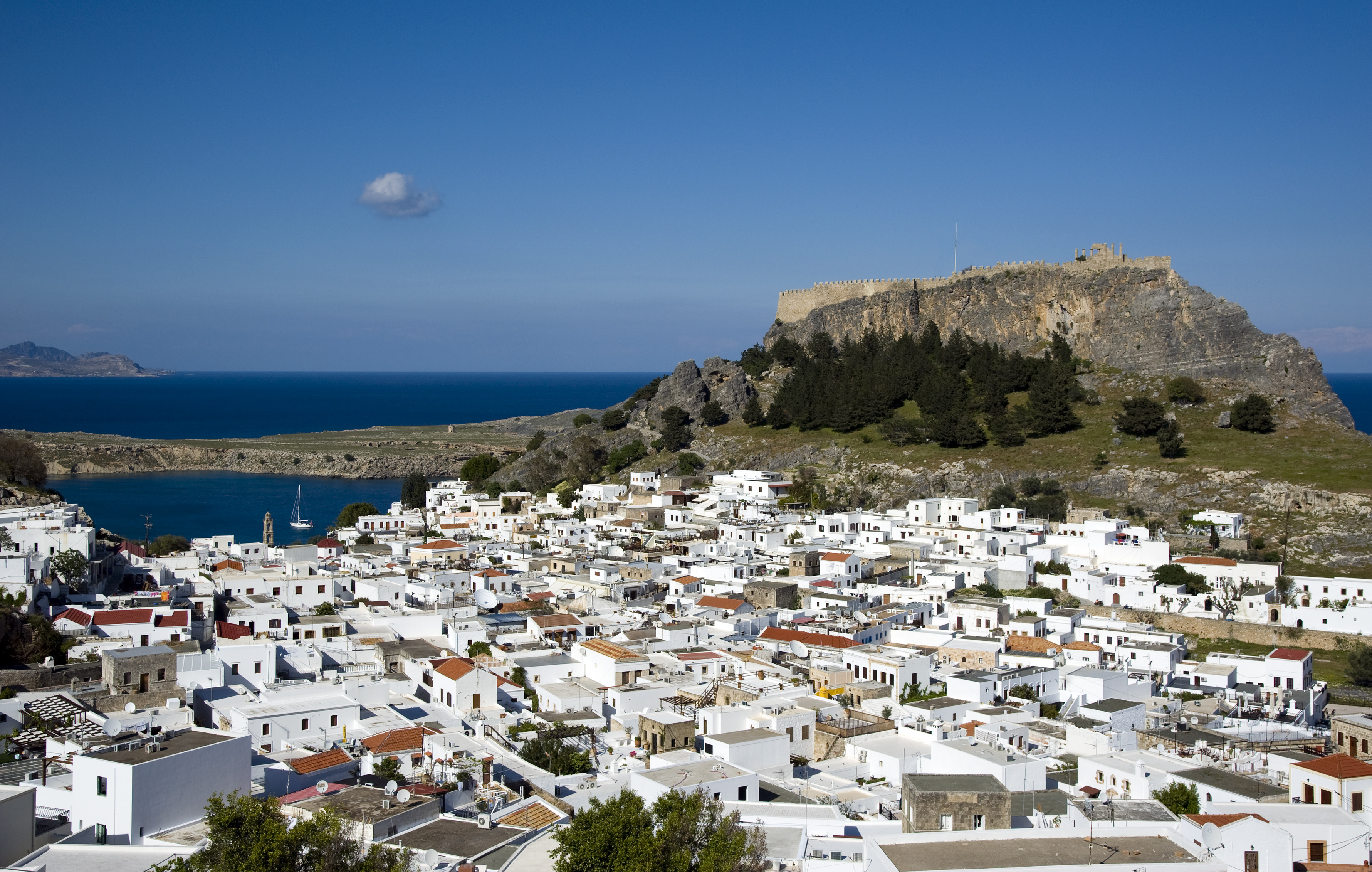
林佐斯

林佐斯，又译为林都斯，或林多斯，是希腊佐澤卡尼索斯群島中罗得岛上的一個考古遺跡、渔村及旧市镇，自2011年地方政府改革后成为南愛琴大區罗得分区罗得市镇的一个市区。林佐斯市区的面积为178.9平方公里。其位于罗得岛的东岸，离岛上的主要城市罗得南边40公里处。该市区有良好的海滩，备受游客及度假者的喜欢，

## 外部連結
Template:罗得岛地标